# 王玉林
王玉林（？—），男，中华人民共和国外交官，曾任中华人民共和国驻厄瓜多尔共和国特命全权大使，现任中联部拉美局局长。

## 生平
2015年9月，出任中华人民共和国驻厄瓜多尔大使。2019年3月，自驻厄瓜多尔大使离任，改任中联部五局（拉美局）局长。

## 荣誉
外国勋章奖章
- 国家功绩大十字勋章（厄瓜多尔，2019年3月2日于基多颁发[4]）